# Vendetta dal futuro
Vendetta dal futuro è un film del 1986 diretto da Martin Dolman (alias Sergio Martino).
Il film, di produzione italiana, è ambientato in un futuro ipotetico e unisce fantascienza e azione sulla scia di pellicole campioni di incassi del periodo, quali Terminator e Mad Max oltre la sfera del tuono.

## Trama
Paco Queruak è un cyborg che riceve l'ordine di uccidere un eminente esperto di ecologia. Al momento di entrare in azione però, Paco risente della sua natura umana e si rifiuta di procedere all'esecuzione. Da questo momento, dovrà darsi alla fuga per mettere in salvo la propria vita.

## Produzione
Si tratta dell'ultimo ruolo dell'attore Claudio Cassinelli, che morì proprio alla fine del film mentre faceva un giro turistico in elicottero a Page, in Arizona: era il 13 luglio 1985. Con lui perse la vita anche il pilota che era alla guida del mezzo.

## Distribuzione
Il film è conosciuto anche con il titolo internazionale in inglese Hands of Steel, titolo che appare anche nella copia uscita in videocassetta per la AVO alla fine degli anni ottanta. È anche noto coi titoli: Faid of Stone, Atomic Cyborg, Arms of Steel, Fists of Steel, Return of the Terminator.